# Violino muto
Il violino muto (o violino sordino) è uno strumento ad arco privo di cassa armonica, o munito di una cassa armonica estremamente ridotta. Per tale motivo, il suono risulta molto debole, potendo essere percepito solo dall'esecutore. Lo strumento veniva utilizzato nell'Ottocento per lo studio della musica senza disturbare gli astanti (ad esempio, durante i viaggi).
Questo strumento non va confuso con la pochette, altro strumento di dimensioni ridotte, ma dotato di una piccola cassa armonica.

## Storia
I primi violini muti conosciuti sono stati realizzati da Ernst Büsch all'inizio del XVII secolo. Leopold Mozart cita questo strumento, con il nome di brettlgeige, nel suo celebre trattato Versuch einer gründlichen Violinschule (1756).
Come strumento da studio, è stato ripreso da alcuni produttori di strumenti musicali (come Yamaha Corporation), ma viene attualmente integrato con le tecnologie elettroniche, come amplificatori e cuffie di ascolto (per l'esecutore).

## Impiego
Il violino muto è stato riutilizzato da alcuni artisti sperimentali, come Laurie Anderson. Il compositore Willem Pijper ha previsto l'utilizzo di un violino muto per la parte del primo violino nel suo Quartetto per archi n. 1 (1914). Nelle registrazioni il violino muto viene talvolta sostituito da un normale violino, munito di una sordina particolarmente pesante.